# Johann Georg von Uffeln
Freiherr Johann Georg von Uffeln (* 28. April 1619; † 14. August 1690 in Hamburg), gelegentlich auch Uffelen oder Ufflen, Herr von Höxter und Borgentreich, war ein Offizier aus dem hessischen Adelshaus Uffeln. Er diente zunächst im lüneburgischen Heer, ehe er am 14. Juli 1679 zum Stadtkommandanten von Hamburg gewählt wurde. Er diente der Hansestadt somit bereits während der dänischen Belagerung von 1679, scheint dann aber 1682 (nach Fertigstellung der Hamburger Sternschanze) seinen Posten zunächst niedergelegt zu haben. Während der dänischen Belagerung von 1686 war er jedoch erneut Stadtkommandant. Als sein letzter militärischer Rang wurde Generalmajor angegeben.